# Технологический университет Цзяньго
Университет Цзяньго науки и технологий (кит. трад. 建國科技大學, пиньинь jiànguó kējìdàxué) — частный университет, расположенный в городе Чжанхуа, Китайская Республика. В состав университета входит 4 колледжа с 18 кафедрами.

## История
ЧТУ был основан в октябре 1965 года как Двугодичный коммерческий колледж Цзяньго. В августе 1974 года его переименовали в Двугодичный технический колледж Цзяньго, а в 1992 году — в Технологический и коммерческий двугодичный колледж Цзяньго.
В августе 1999 колледж получил статус института, а в 2004 году — университета.
Факультеты: инженерный, менеджмента, дизайна, социальных наук, педагогический и физкультурный.

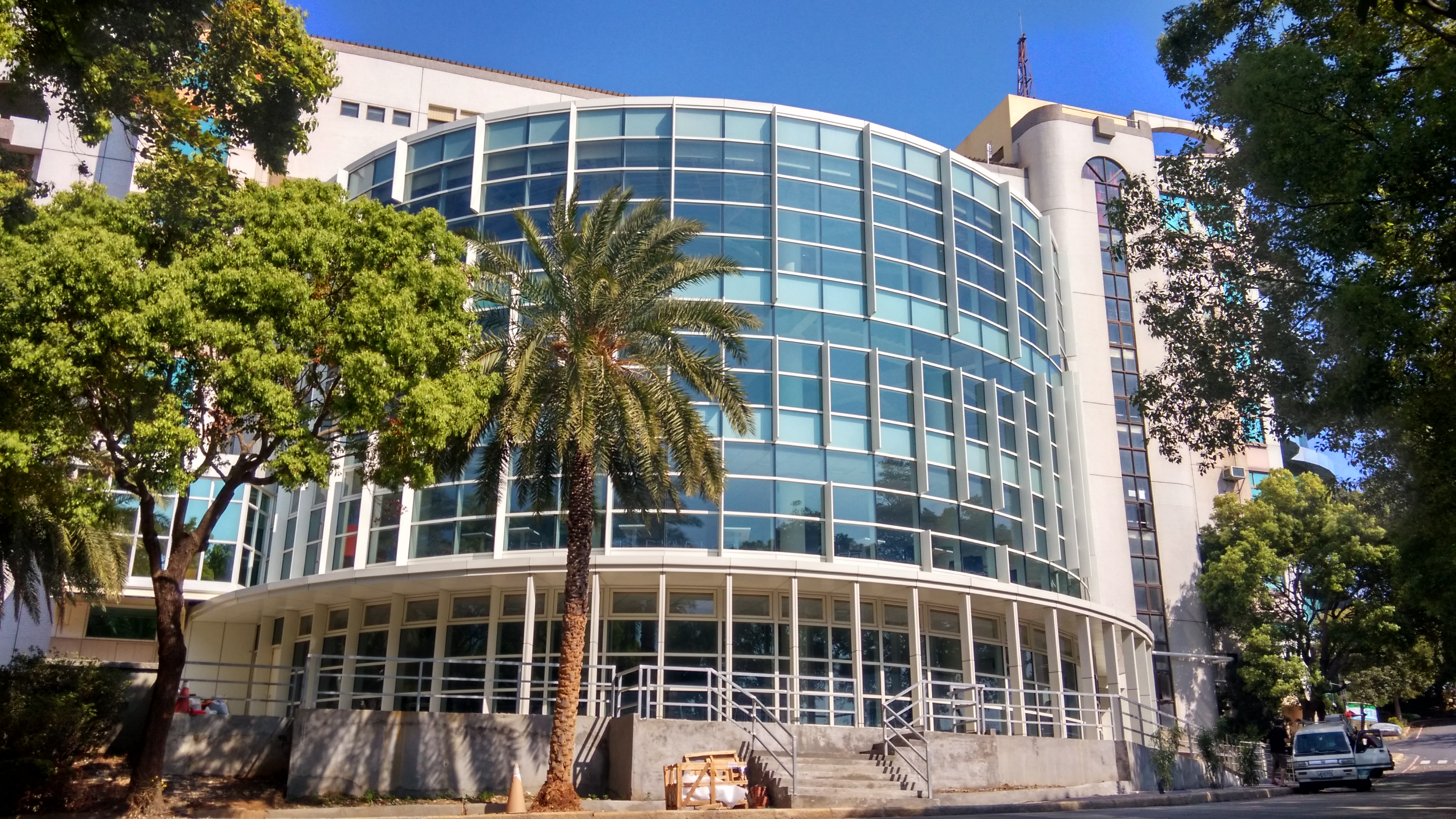
Музей изящных искусств
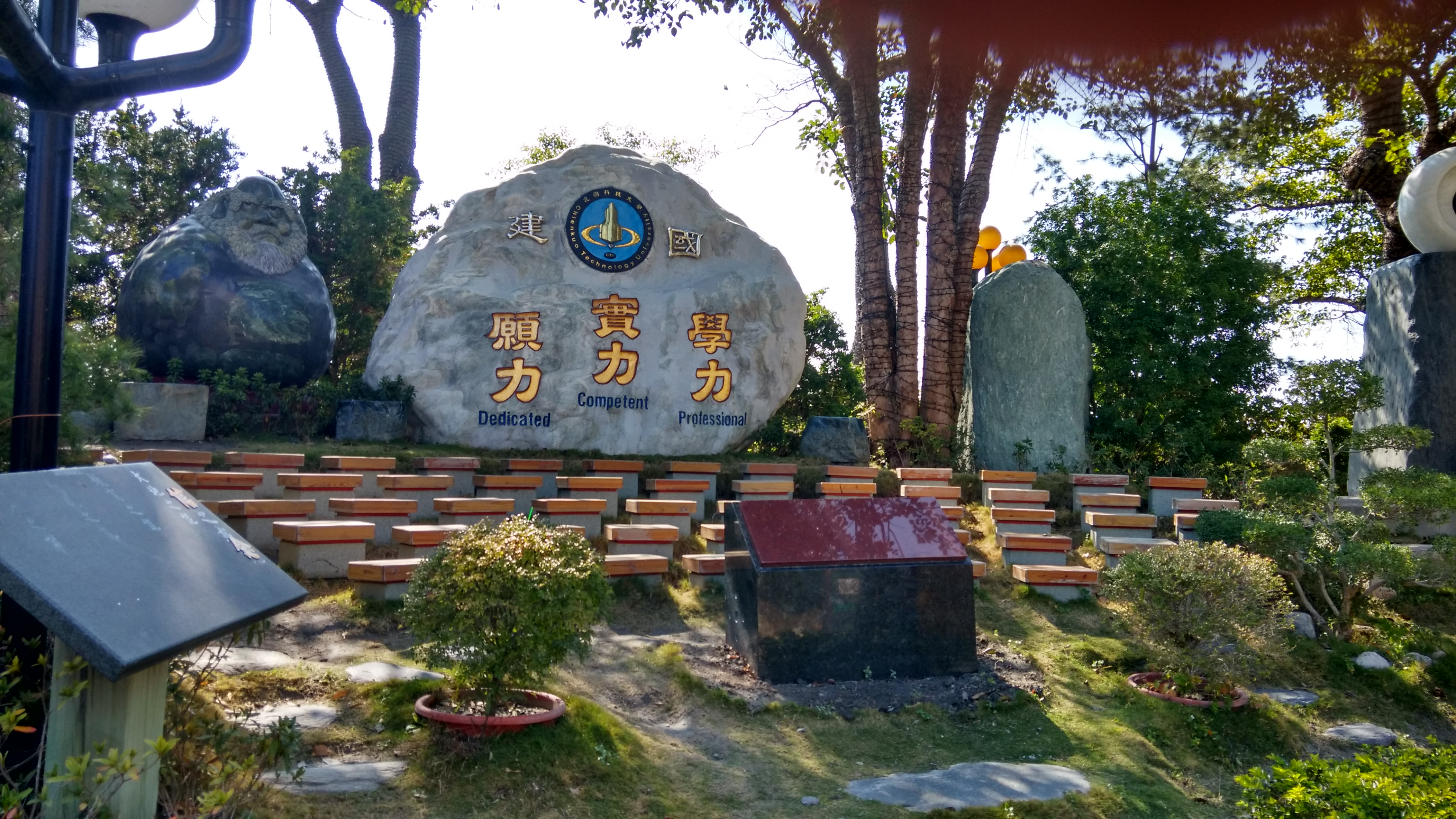
Девиз университета, вырезанный в камне
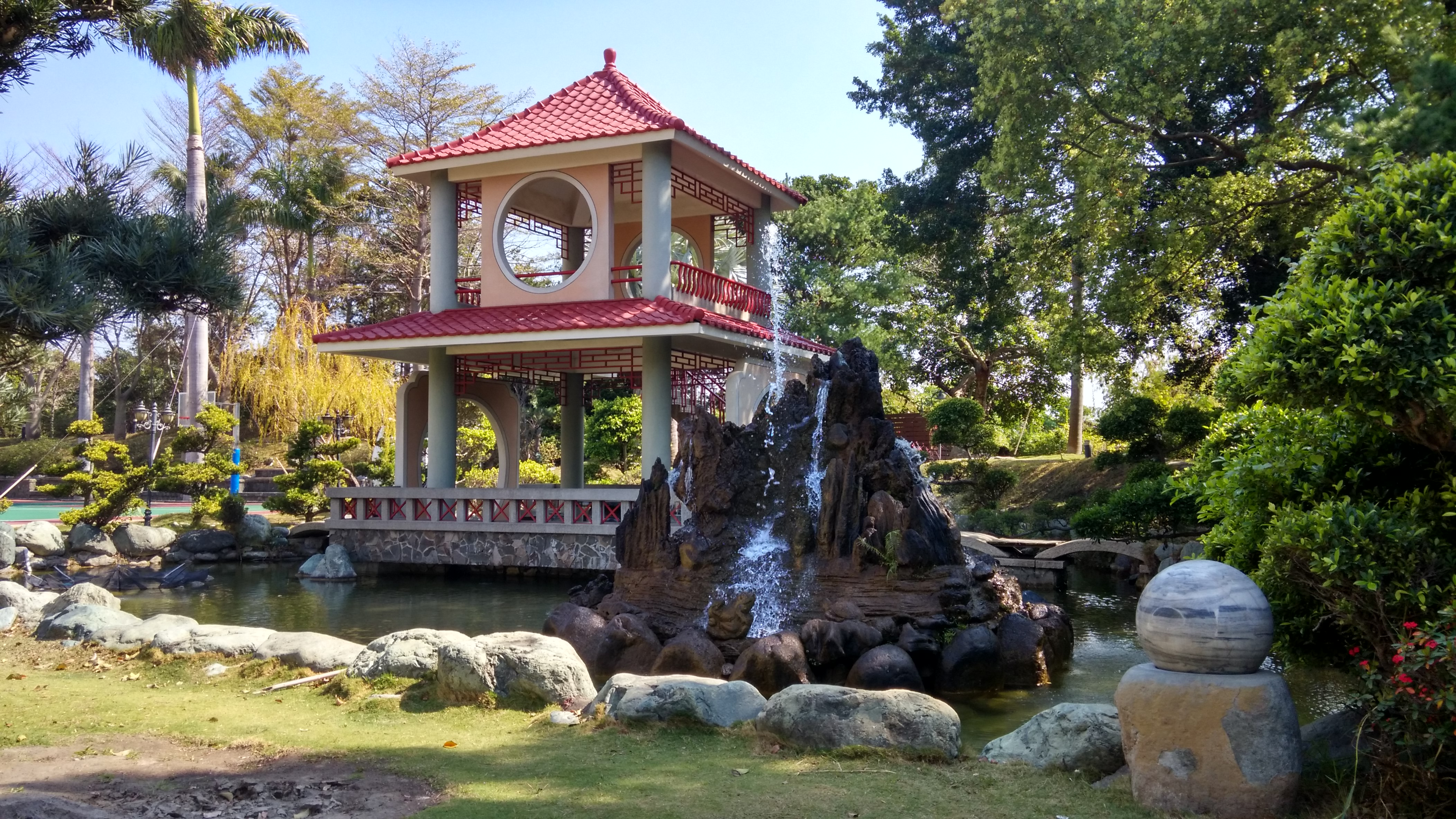
Павильон в университетском парке
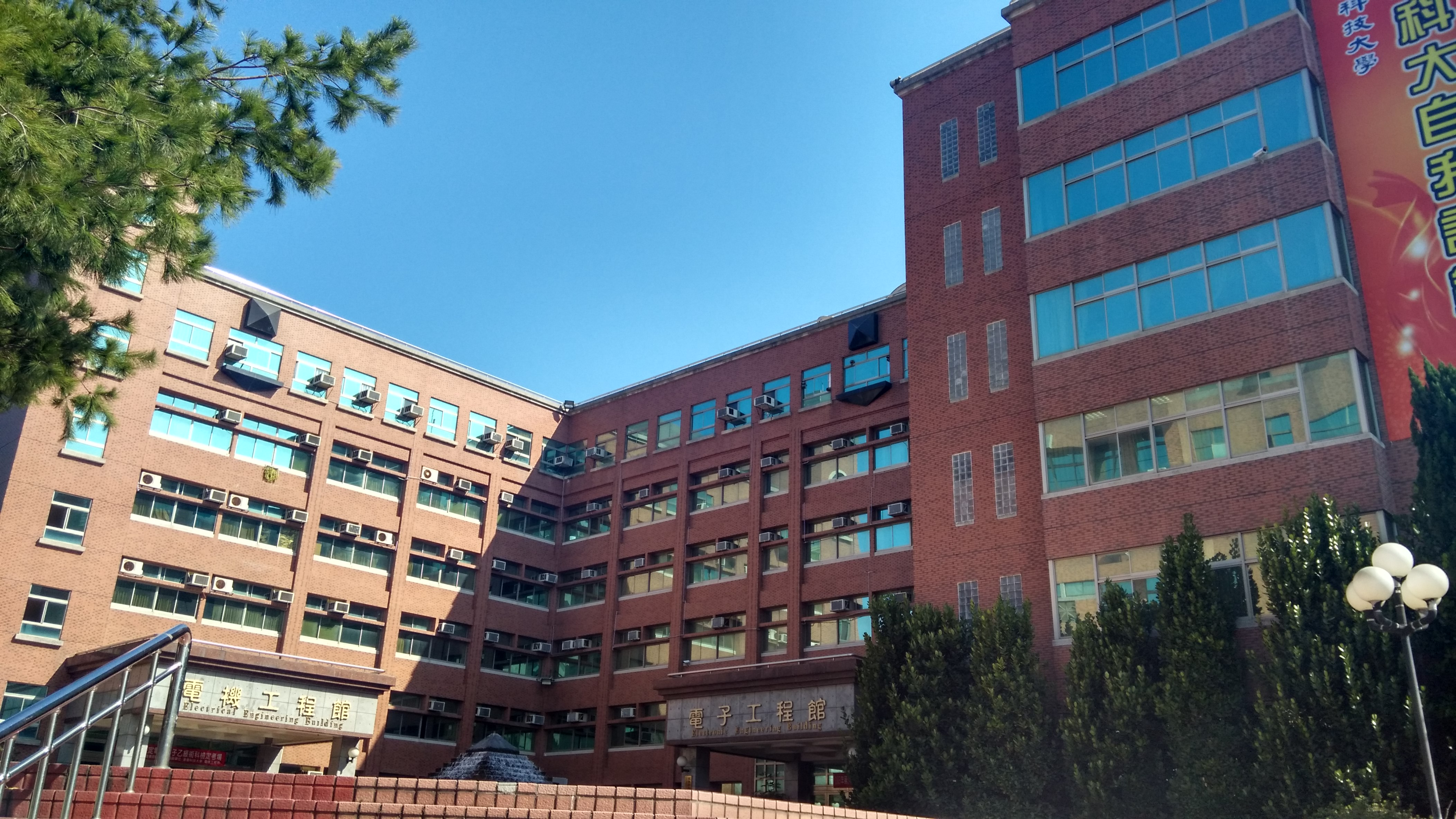
Инженерный колледж

## Международные достижения

### 2013 год
- В 2013 году студенты и преподаватели участвовали в Международном салоне изобретений и инновационных технологий «Архимед», всего было выиграно 23 золотых медалей, 15 серебряных и 5 бронзовых, 10 специальных наград, а также приз лучшей команде[источник не указан 1528 дней].
- 27-я Международная выставка инноваций и технологий, Питтсбург, команда университета Цзяньго завоевала 1 золотую и 1 серебряную медали.
- Международная выставка изобретений и инноваций, Макао, студенты выиграли 7 золотых, 4 серебряных и 2 бронзовых медали, 2 специальных приза.
- Корея, Международный конкурс молодых изобретателей, команда завоевала 4 золотых, 2 серебряные и 3 специальные награды и премии лучшей команде.
- Корея, Шестая международная выставка и конкурс женщин-изобретателей, студентки университета завоевали 4 золотых, 3 серебряных и 1 бронзовую медаль, 3 специальных награды.
- Малайзия, 24-я Международная выставка изобретений, студенты выиграли 4 золотых, 4 серебряных и 2 бронзовых медали.
- Пражская международная выставка-конкурс изобретений, команда получила 3 золотых, 1 серебряную и 2 бронзовые медали, также две специальные награды.